# Elección al Senado de los Estados Unidos en Nevada de 2022
La elección del Senado de los Estados Unidos de 2022 en Nevada se llevó a cabo el 8 de noviembre de 2022 para elegir a un miembro del Senado de los Estados Unidos para representar al Estado de Nevada.
La titular demócrata Catherine Cortez Masto fue elegida por primera vez en 2016 con el 47,2 % de los votos, ocupando un escaño que dejó vacante el exlíder de la minoría del Senado, el demócrata Harry Reid. Ella ha declarado que se postulará para un segundo mandato.
El exfiscal general de Nevada, el republicano Adam Laxalt se perfila como el favorito para ganar la nominación de su partido y competir contra la senadora Cortez Masto.